# シンフォニー・オブ・エンチャンテッド・ランズ
『シンフォニー・オブ・エンチャンテッド・ランズ』(Symphony of Enchanted Lands)は1998年に発売されたイタリアのパワーメタルバンド、ラプソディーの2ndアルバム。

## 解説
- 「エメラルド・ソード・サーガ」シリーズの第二弾。

## 収録曲
1. エピカス・フロール - Epicus Furor
2. エメラルド・ソード - Emerald Sword
3. ウィズダム・オブ・ザ・キングス - Wisdom of the King
4. ヒーローズ・オブ・ザ・ロスト・ヴァレイ - Herores of the Lost Valley
5. エターナル・グローリー - Eternal Glory
6. ビヨンド・ザ・ゲイツ・オブ・インフィニティ - Beyond the Gates of Infinity
7. ウィングス・オブ・デスティニー - Wings of Destiny
8. ダーク・タワー・オブ・アビス - The Dark Tower of Abyss
9. ライディング・ザ・ウインズ・オブ・エターニティ - Riding the Winds of Eternity
10. シンフォニー・オブ・エンジェンテッド・ランズ - Symphony of Enchanted Lands
パート1：タロス・ラスト・フライト - Part I : Tharos Last Flight
パート2：ヒム・オブ・ザ・ウォリアー - Part II : The Hymn of the Warrior
パート3：レックス・トレメンデ - Part III : Rex Tremende
パート4：イモータル・ファイア - Part IV : The Immortal Fire

## メンバー
- Fabio Lione - lead & backing vocals
- Luca Turilli - electric, acoustic & classical guitars
- Alex Staropoli - keyboards, harpsichord & piano
- Alessandro Lotta - bass
- Daniele Carbonera - drums and percussion